# Десмаре, Георг
Георг Десмаре или Де Маре, (фр. Georg Desmarées; 27 октября 1697, Стокгольм, Стокгольмское обер-губернаторство — 3 октября 1776, Мюнхен) — художник-портретист.

## Биография
Георг Десмаре родился в 1697 году в Стокгольме, Швеция в семье француза Жана Десмаре и его жены-голландки. Наставником Георга в живописи был Мартин Мейтенс (1648—1736), родственник его матери. 
Для продолжения обучения совершил путешествие в Амстердам и Нюрнберг. В Нюрнберг он прибыл в 1725 году и посещал там художественную академию Иогана Даниэля Прейслера. Позже продолжил обучение в Венеции у Джованни Баттисты Пьяццетты.
В 1731 году женился на Барбаре Мари Шухбауэр (ум. 1743) и поселился в Мюнхене, где стал придворным художником баварского курфюрста. 
За период работы в Баварии создал огромное число парадных портретов одних и тех же нескольких лиц: его постоянными моделями были Карл VII (император Священной Римской империи), Максимилиан III (курфюрст Баварии) и ряд его родственников (например, Клеменс Август Баварский). Десмаре писал их пешими и конными, в военных, тронных, охотничьих костюмах и т.д.
Скончался в 1776 году в Мюнхене. Многие работы Десмаре сегодня хранятся в мюнхенских музеях.

## Галерея

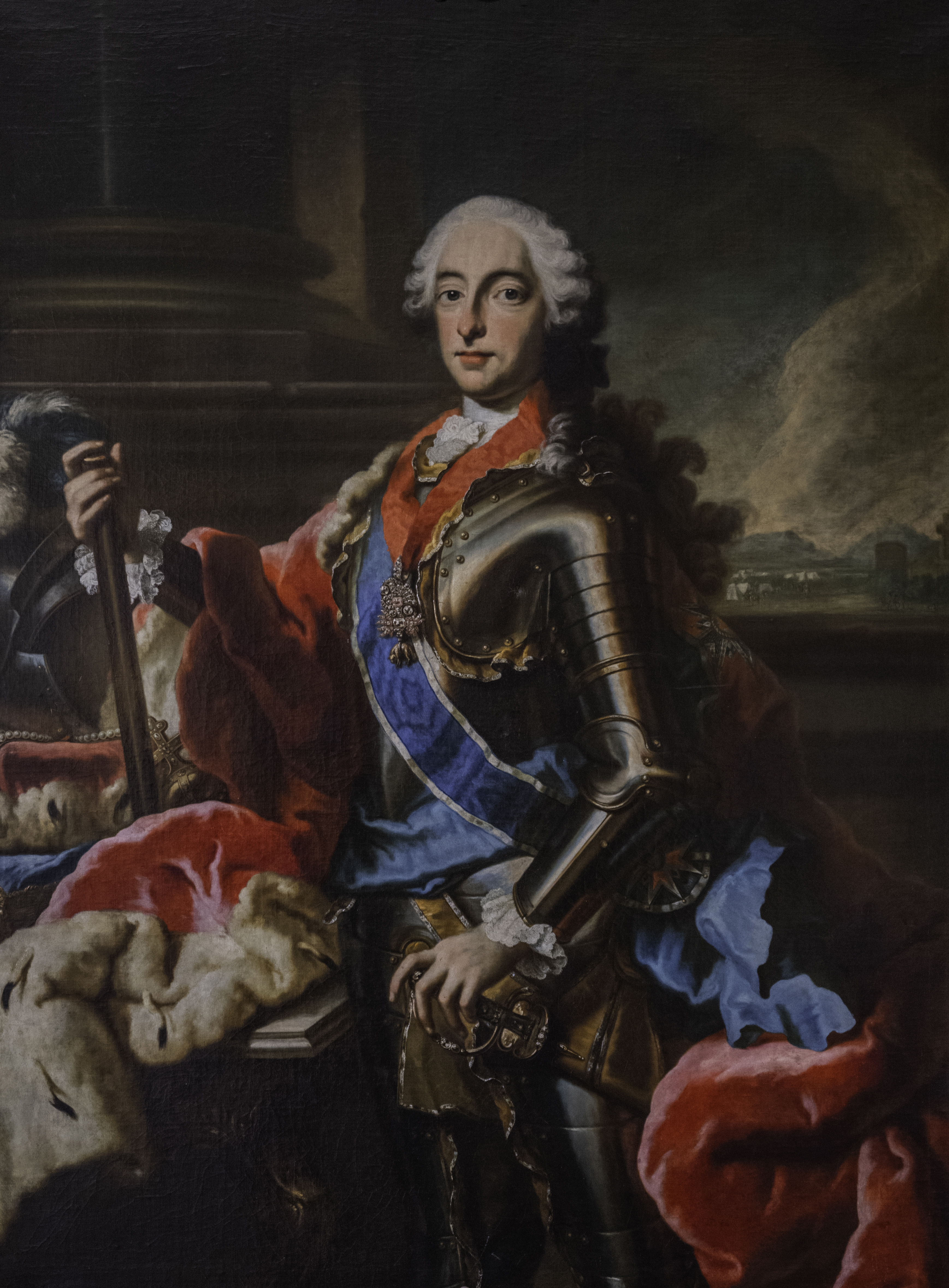
Максимилиан III (курфюрст Баварии), Мюнхенская резиденция
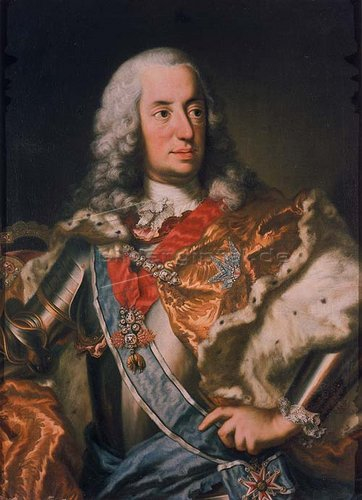
Карл VII (император Священной Римской империи)
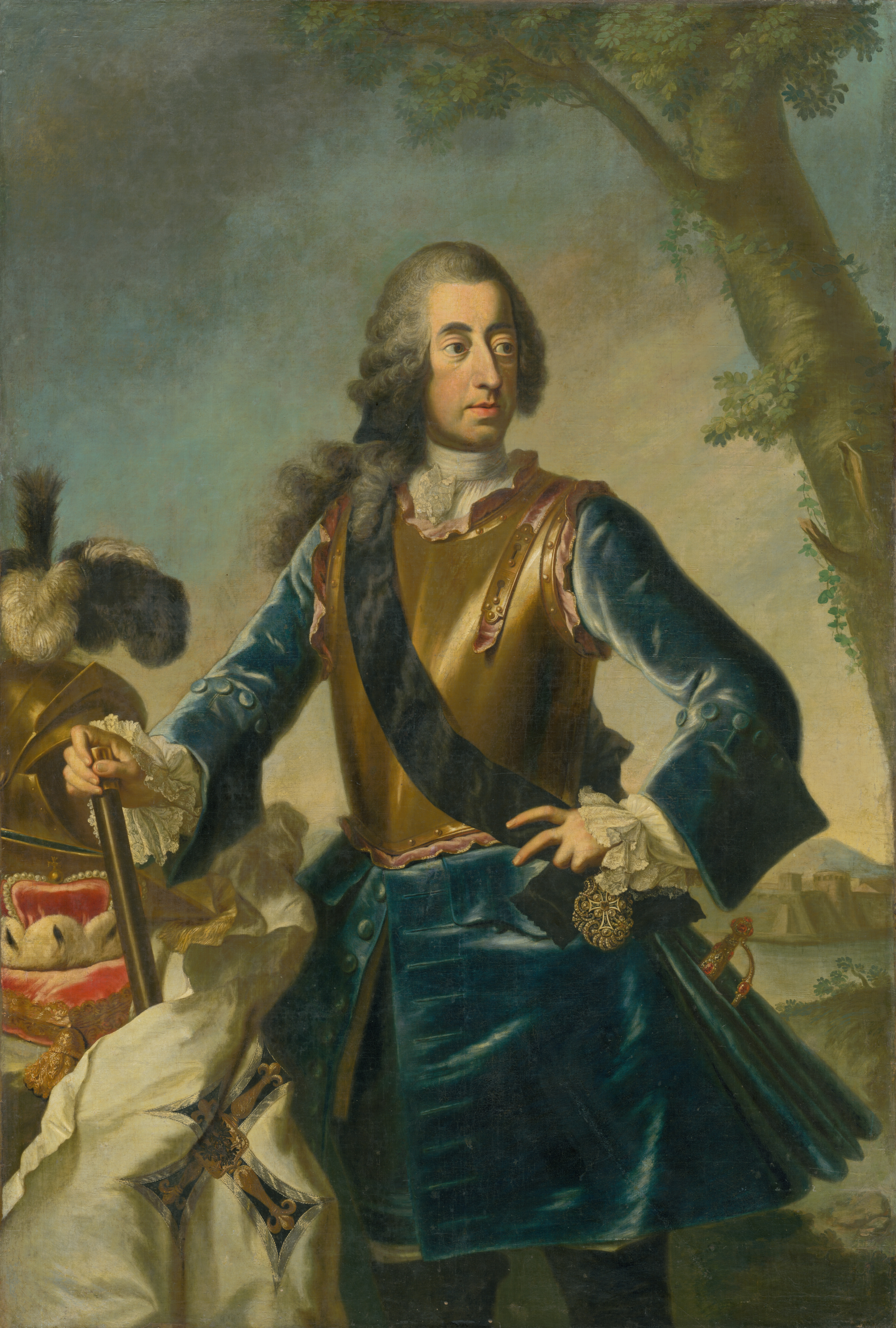
Клеменс Август Баварский, 1745, Городской музей Бонна
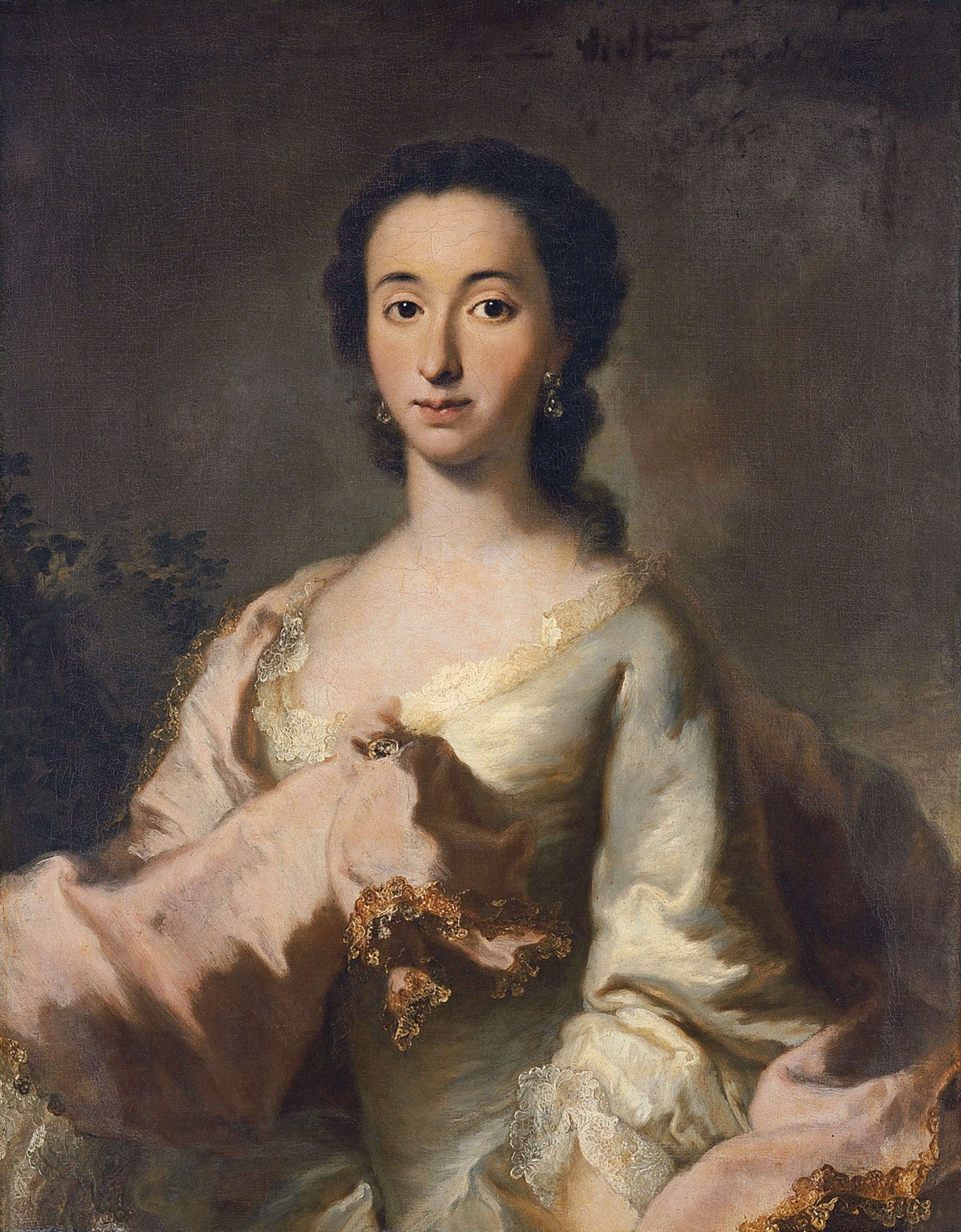
Мария Роза Вальбурга фон Сойер, 1750, Музей Тиссена-Борнемисы
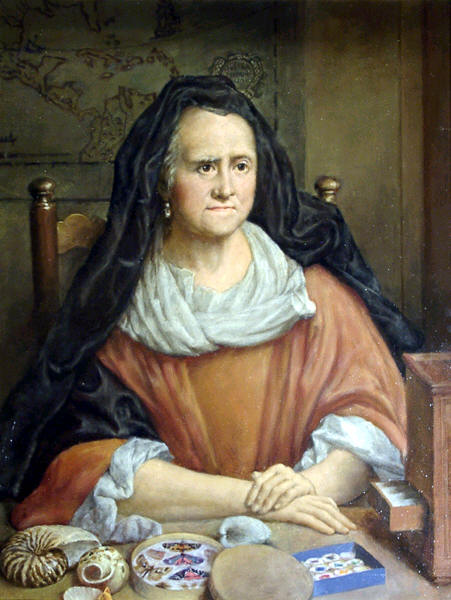
Эстер Барбара фон Зандрарт, вдова Иоахима фон Зандрарта
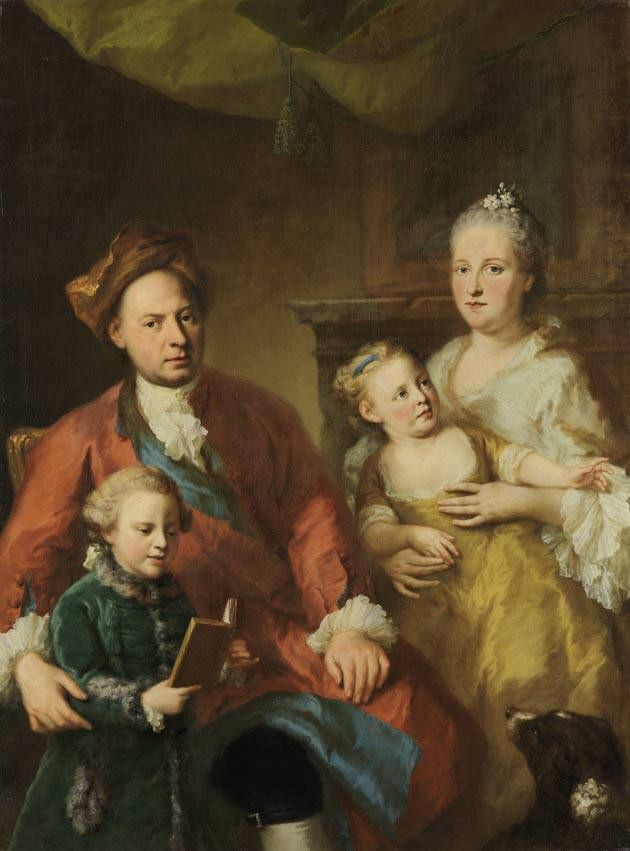
Баварский придворный врач Эрхард Винтерхальтер в кругу семьи, 1762, Новая пинакотека, Мюнхен
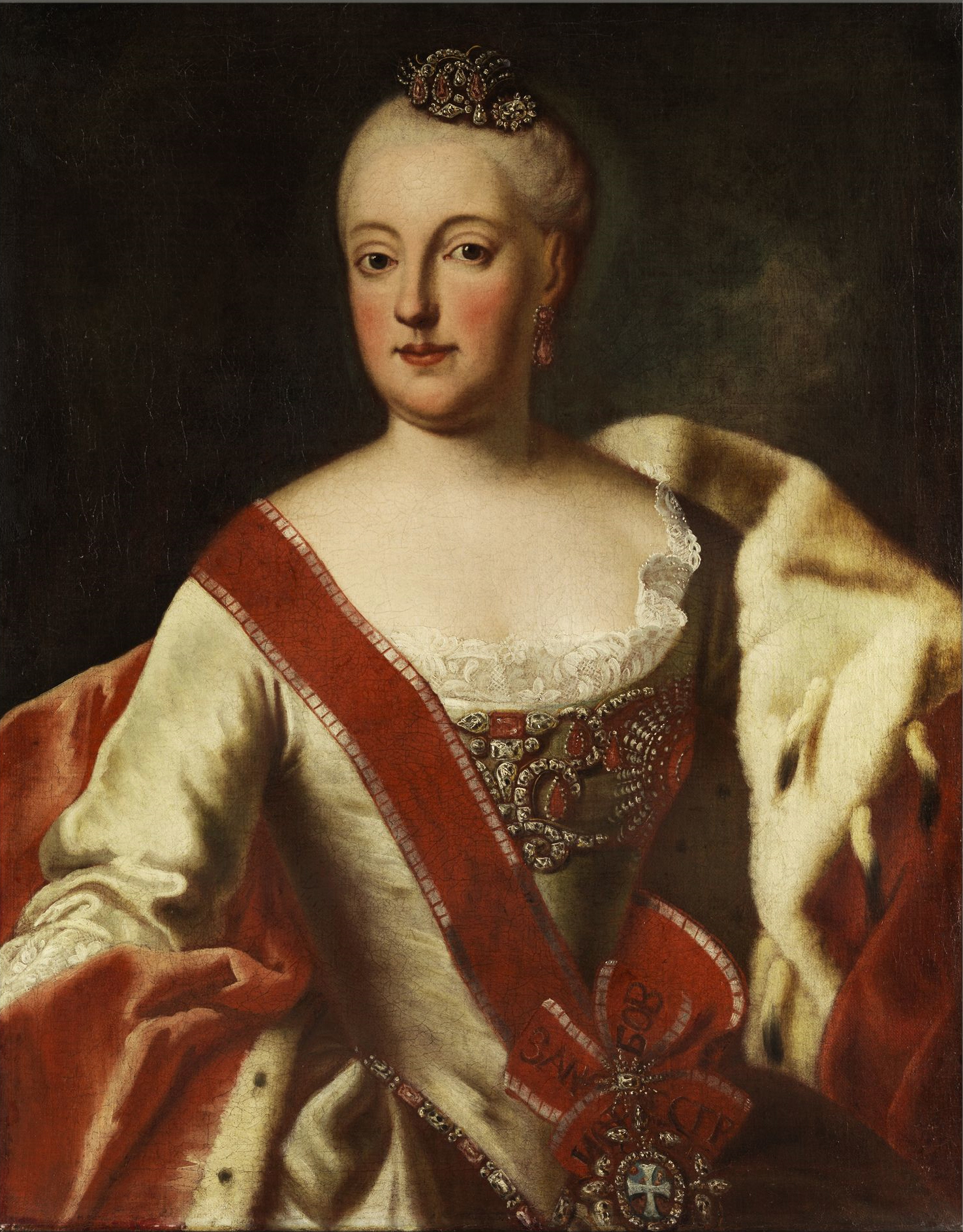
Мария Анна Саксонская (курфюрстина Баварии)